# Фрондел, Клиффорд
Клиффорд Фрондел (англ. Clifford Frondel) (8 января 1907 Квинс, Нью-Йорк — 12 ноября 2002 Винчестер, Массачусетс, США) — американский минералог из Гарвардского университета.

## Биография
Фрондел родился в Манхэттене. В раннем возрасте он переехал в Квинс. Учился горному делу и геологии в Колорадской горной школе имени Артура Лейкса, которую закончил в 1929 году. Окончил Колумбийский университет, получил степень магистра в 1936 году. Получил в 1939 году степень доктора наук в МТИ под руководством Мартина Джулиана Бюргера.
Был одним из первых, кто держал в руках минералы, привезенные с Луны. В его честь по имени и фамилии были названы минералы клиффордит и фронделит.
С 1949 года Фрондел был профессором минералогии и кристаллографии в Гарвардский университет. Занимал должность главы Департамента геологических наук с 1965-1969.
Клиффорд Фрондел женился на Элеоноре Тревис в 1941 году, брак продлился до 1947 года. Второй брак Фрондел связал с Джудит Вейс (минералогам) в 1949 году. В каждом из браков имел по одной дочери.
Фрондел умер в возрасте 95 лет после осложнений от болезни Альцгеймера 12 ноября 2002.

## Награды
Был награжден Медалью Роблинга высшей наградой Минералогического общества Америки в 1964 году за выдающиеся достижения в области изучения минералогии.
В 1958 году Фрондел был награжден медалью Фридрих-Беке Австрийского минералогического общества.
Клиффорд Фрондел был почетным членом Минералогического общества Великобритании и Ирландии, Геологического общества Швеции с 1975 года.

## Творчество
Фрондел опубликовал более 200 научных работ и обнаружил 48 новых минералов.
- Encyclopedia of Minerals. George Robert Rapp Jr. Julius Weber Willard Lincoln Roberts Clifford Frondel 1975
- Systematic mineralogy of Uranium and Thorium. United States Government Printing Office, Washington D. C. 1958
- mit Daphne Riska, Judith Weiss Frondel: X-ray powder data for uranium and thorium minerals. Washington D. C. 1956
- The minerals of Franklin and Sterling Hill, a checklist. Wiley/Interscience, 1972
- mit H. Catherine W. Skinner, Malcolm Ross: Asbestos and other является волокнистой materials: mineralogy, crystal chemistry, and health effects. Oxford University Press, 1988